# Lepaki Wielkie
Lepaki Wielkie (deutsch (Groß) Lepacken, von 1938 bis 1945 Ramecksfelde) ist ein Dorf in der polnischen Woiwodschaft Ermland-Masuren, das zur Gmina Ełk (Landgemeinde Lyck) im Powiat Ełcki (Kreis Lyck) gehört.

## Geographische Lage
Lepaki Wielkie liegt am Nordufer des Groß Lepacker Sees (von 1938 bis 1945 Groß Ramecksfelder See, polnisch Jezioro Mołdzie) im südlichen Osten der Woiwodschaft Ermland-Masuren, acht Kilometer westlich der Kreisstadt Ełk (Lyck).

## Geschichte
Im Jahr 1483 wurde das Dorf Groß Lepacken (ab etwa 1893 Lepacken, ohne Zusatz), gegründet und bestand aus mehreren kleinen Gehöften.
Im Jahr 1874 wurde es, eine eigenständige Landgemeinde bildend, in den Amtsbezirk Grabnick (polnisch Grabnik) eingegliedert, der bis 1945 bestand und zum Kreis Lyck im Regierungsbezirk Gumbinnen (ab 1905: Regierungsbezirk Allenstein) in der preußischen Provinz Ostpreußen gehörte.
Etwa 1893 wurde das Nachbardorf Klein Lepacken (polnisch Lepaki Małe) nach Groß Lepacken eingemeindet, das sich danach nur noch „Lepacken“ (ohne Zusatz) nannte.
In der Gemeinde Lepacken waren 1910 insgesamt 132 Einwohner registriert. Ihre Zahl stieg bis 1933 auf 149. Aufgrund der Bestimmungen des Versailler Vertrags stimmte die Bevölkerung im Abstimmungsgebiet Allenstein, zu dem Lepacken gehörte, am 11. Juli 1920 über die weitere staatliche Zugehörigkeit zu Ostpreußen (und damit zu Deutschland) oder den Anschluss an Polen ab. In Lepacken stimmten 100 Einwohner für den Verbleib bei Ostpreußen, auf Polen entfielen keine Stimmen.
Am 3. Juni 1938 wurde Lepacken aus politisch-ideologischen Gründen der Vermeidung fremdländisch klingender Ortsnamen in „Ramecksfelde“ umbenannt. Der Ortsteil Klein Lepacken wurde gleichzeitig in Kleinramecksfelde umbenannt. Die Einwohnerzahl Ramecksfeldes belief sich im Jahre 1939 noch auf 110.
In Kriegsfolge kam der Ort 1945 mit dem gesamten südlichen Ostpreußen zu Polen. In der polnischen Namensform wird die ehemalige Form mit Zusatz wieder aufgegriffen: Lepaki Wielkie. Unter der Bezeichnung „Lepaki“ (ohne Zusatz) allerdings ist der Ort Sitz eines Schulzenamtes (polnisch Sołectwo), in das auch der Nachbarort Lepaki Małe (Klein Lepacken, 1938 bis 1945 Kleinramecksfelde) einbezogen ist. Beide Ortschaften gehören heute zur Gmina Ełk (Landgemeinde Lyck) im Powiat Ełcki (Kreis Lyck), vor 1998 der Woiwodschaft Suwałki, seither der Woiwodschaft Ermland-Masuren zugeordnet.

## Religionen
(Groß) Lepacken resp. Ramecksfelde war bis 1945 in die evangelische Kirche Grabnick in der Kirchenprovinz Ostpreußen der Kirche der Altpreußischen Union sowie in die katholische St.-Adalbert-Kirche in Lyck im Bistum Ermland eingepfarrt.
Heute gehört Lepaki Wielkie zur katholischen Pfarrei Grabnik (mit Filialkirche in Woszczele Woszczellen/Woszellen, von 1938 bis 1945 Neumalken) im Bistum Ełk der Römisch-katholischen Kirche in Polen. Die evangelischen Einwohner orientieren sich zur Kirchengemeinde in Ełk, einer Filialgemeinde der Pfarrei in Pisz (deutsch Johannisburg) in der Diözese Masuren der Evangelisch-Augsburgischen Kirche in Polen.

## Persönlichkeiten
In Lepacken (Groß~ oder Klein~?) wurde 1737 Michael Pogorzelski, volkstümlicher Prediger und Dichter, geboren. In Lepaki Małe (Klein Lepacken, von 1938 bis 1945 Kleinramecksfelde) hat man ihm einen Gedenkstein gewidmet.

## Verkehr
Lepaki Wielkie ist auf einer Nebenstraße zu erreichen, die bei Chrzanowo (Chrzanowen, 1933 bis 1945 Kalkofen) von der Woiwodschaftsstraße 656 abzweigt und nach Mołdzie (Moldzien, von 1938 bis 1945 Mulden) führt. Eine Bahnanbindung besteht nicht.